# Стентерелло

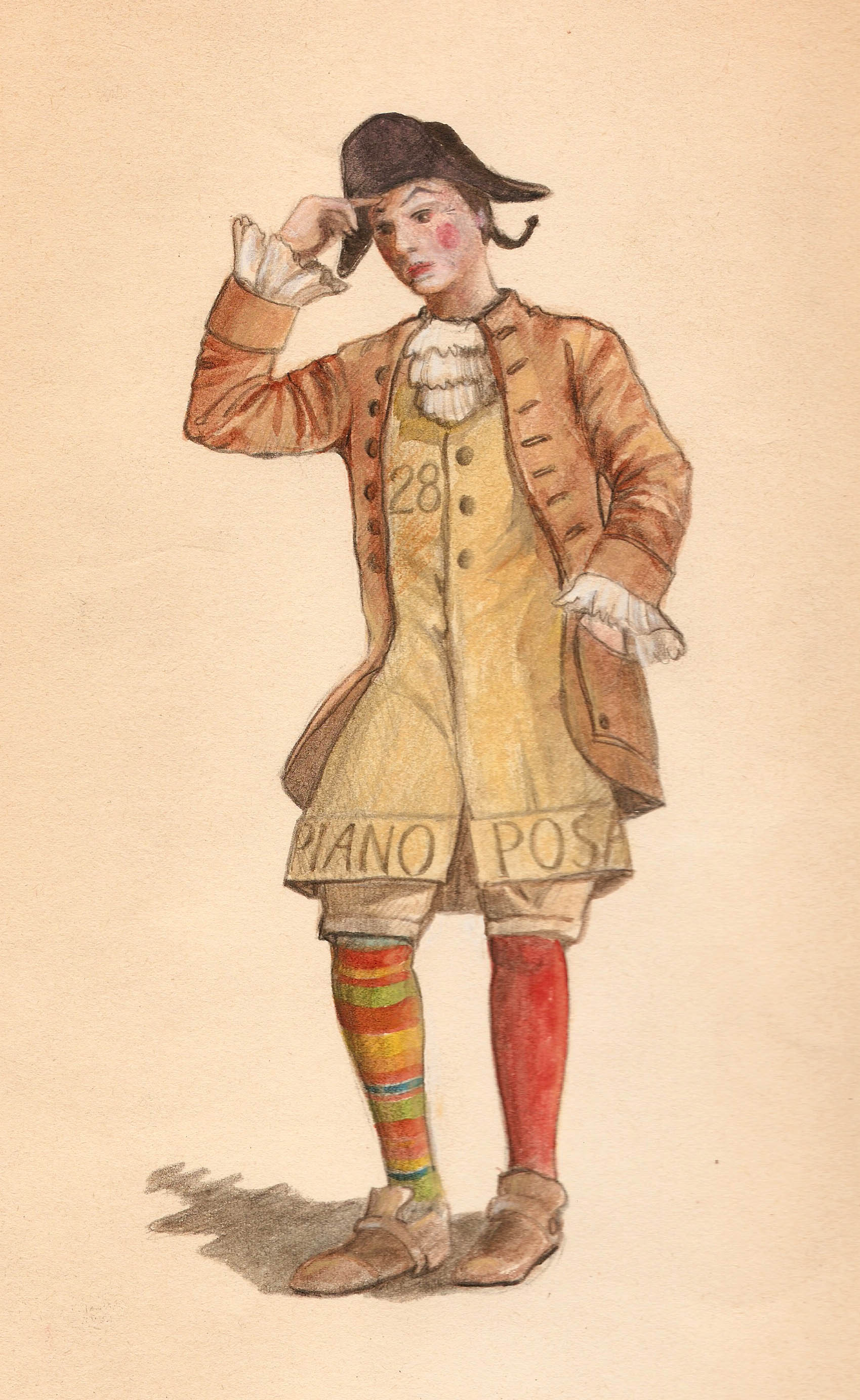
Стентерелло,
рисунок 1800 г.

Стентерелло (итал. Stenterello) — персонаж-маска итальянской комедии дель арте. Маска родилась во Флоренции в XVIII в. (первым актёром был Луиджи дель Буоно), когда комедия дель арте уже была в упадке, и не пользовалась широкой популярностью за пределами Тосканы.
- Происхождение: флорентиец.
- Занятие: слуга-лакей.
- Костюм: куртка синего цвета, поверх которой надет жёлтого цвета жилет, чёрные (иногда зелёные) панталоны, красные гольфы. На голове чёрная треугольная шляпа, под которой виднеется белый парик с хвостиком.
- Маска: жёлтого цвета; похожа на маску Арлекина, с теми же широкими бровями и широким лбом, но без шишки и с длинным носом.
- Поведение: он худой, неповоротливый, болтун с острым языком, хотя и никогда не разговаривает на площадном языке; Стентерелло вспыльчив, но труслив, хитёр и изобретателен; часто его атрибутом становится бутылка с вином.

Стентерелло стал прообразом для персонажа флорентийского кукольного театра, получившего имя Пиноккио.